# Zjednoczona Lewica (Francja)
Zjednoczona Lewica (francuski Gauche unitaire, GU), – francuska partia polityczna. Ugrupowanie założone przez rozłamowców z Rewolucyjnej Ligi Komunistycznej. Partia kieruje Christian Picquet były działacz LCR.

## Historia
Partia powstała w przededniu wyborów do Europarlamentu w roku 2009, kiedy grupka działaczy LCR zdecydowała się na wspólny start z PCF i Partią Lewicy.
Partia dąży do zjednoczenia wszystkich partii demokratycznego-socjalizmu w walce z neoliberalizmem.
Partia jest członkiem koalicji Front Lewicy